# Xnipec
El xnipec (del maya 'hocico de perro'; pronúnciese «shnipék»), también llamado de manera genérica salsa yucateca o cebollas encurtidas es una salsa picante originaria de la península de Yucatán, en México, elaborada con chile habanero, cebolla morada, jugo de naranja agria y sal. En ocasiones también se utiliza orégano, vinagre, laurel, cilantro o pimienta. Si se usa naranja dulce, se le puede agregar jugo de limón para acidificar; si se usa naranja agria, no es necesario.
Es similar a otra salsa muy popular en México, el pico de gallo, y está muy presente en la gastronomía peninsular, donde se utiliza de manera habitual para acompañar varios platillos típicos: el chocolomo, el salpicón, el poc chuc, el tikin xic... etc. Es el acompañamiento tradicional de la popular cochinita pibil, así como de los panuchos.
El chile habanero se considera uno de los más picantes según la escala Scoville, aunque la cantidad de chile agregado es al gusto. Por ser tan picosa, se le avisa a aquel que ose probarla que le sudará la nariz como a la de un perro, de ahí su nombre.